# Suminia
Suminia war ein Therapside (früher säugetierähnliche Reptilien genannt), der im späten Perm, vor 260 Millionen Jahren, lebte. Fossilien des Tieres, darunter eine Platte mit den Überresten von 15 Exemplaren, wurden in der Oblast Kirow in der Nähe des Flusses Wjatka in Russland gefunden. Die einzige beschriebene Art ist Suminia getmanovi.

## Merkmale
Suminia wurde etwa einen halben Meter lang, davon nahmen Kopf und Rumpf 30 cm, der Schwanz 20 cm ein. Das Postcranialskelett (der dem Schädel nachfolgende Bereich des Skeletts) zeigt mit einem langen Hals, ungewöhnlich breiten Halswirbeln, einem vergrößerten Schulterblatt, verlängerten, greiffähigen Gliedmaßen und einem langen Schwanz eine Anpassung an eine baumbewohnende Lebensweise. Suminia ist damit das älteste bisher bekannte baumbewohnende Landwirbeltier. Der Vorderfuß hat die Phalangenformel 2-3-4-5-3, der Hinterfuß 2-3-4-5-4. Die Finger- und Zehenendglieder sind seitlich abgeflacht und stark gebogen.
Suminia hatte große Augen und als Anpassung an die herbivore Ernährung starke, blattförmige Zähne.

## Systematik
Suminia gehört zu den Anomodontia, einer ausgestorbenen Gruppe von Nicht-Säugetier-Synapsiden aus dem Perm und der Trias, die während des späten Perm die dominanten Pflanzenfresser unter allen Landwirbeltieren waren.